# Proceso de Castner-Kellner
El proceso de Castner-Kellner es un método de electrólisis en una solución acuosa de un cloruro de alcalino  (generalmente solución de cloruro de sodio solución) para producir el alcalino correspondiente hidróxido, inventado por American Hamilton Castner y austriaca Karl Kellner en la década de 1890. 

## Historia
La primera patente para electrolizar salmuera fue otorgada en Inglaterra en 1851 a Charles Watt. Sin embargo, su proceso no era un método económicamente factible para producir hidróxido de sodio porque no podía evitar que el cloro que se formó en la solución de salmuera reaccionara con sus otros componentes. Hamilton Castner resolvió el problema de la mezcla con la invención de la celda de mercurio y se le concedió una patente estadounidense en 1892 (). El químico austriaco Carl Kellner llegó a una solución similar aproximadamente al mismo tiempo. Para evitar una batalla legal, se convirtieron en socios en 1895, fundando la empresa Castner-Kellner Alkali Company, que construyó plantas que emplean el proceso en toda Europa. El proceso de las células de mercurio continúa en uso hasta nuestros días. Las operaciones actuales de la planta de células de mercurio son criticadas por la liberación ambiental de mercurio lo que en algunos casos conduce a un envenenamiento por mercurio grave como ocurrió en la enfermedad de Ontario Minamata. Debido a estas preocupaciones, las plantas de células de mercurio se están eliminando gradualmente y se está haciendo un esfuerzo sostenido para reducir las emisiones de mercurio de las plantas existentes. 

## Detalles del proceso

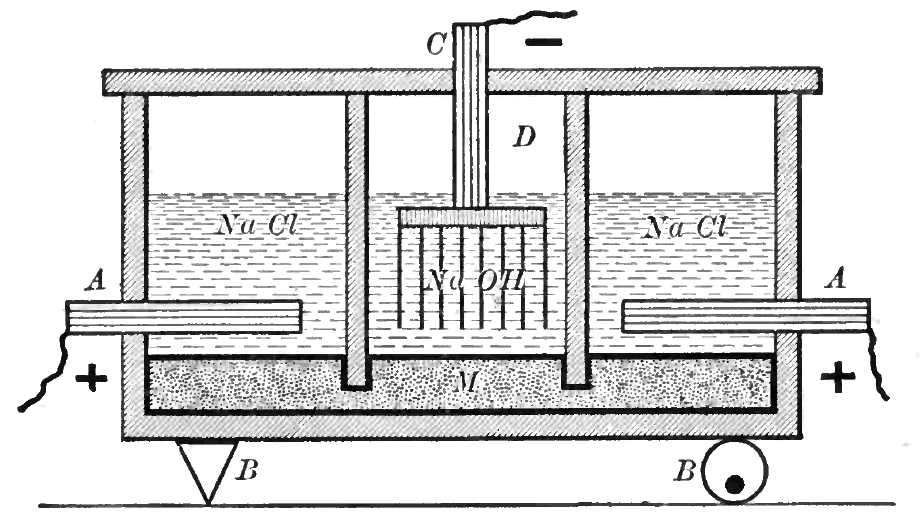
Aparato Castner-Kellner

El aparato mostrado se divide en dos tipos de celdas separadas por paredes de pizarra. El primer tipo, que se muestra a la derecha y a la izquierda del diagrama, utiliza una solución de electrolito de cloruro de sodio, un ánodo de grafito (A) y un cátodo de mercurio (M). El otro tipo de celda, que se muestra en el centro del diagrama, utiliza un electrolito de solución de hidróxido de sodio, un ánodo de mercurio (M) y un cátodo de hierro (D). El electrodo de mercurio es común entre las dos células. Esto se logra haciendo que las paredes que separan las células se sumerjan por debajo del nivel de los electrolitos, pero, aun así, permitan que el mercurio fluya debajo de ellos.
La reacción en el ánodo (A) es:  
Cl− →1/2 Cl2 + e−
El gas de cloro que produce respiraderos en la parte superior de las celdas externas donde se recolecta como un subproducto del proceso. La reacción en el cátodo de mercurio en las células externas es 
Na+ + e- → Na (amalgama)
El sodio metálico formado por esta reacción se disuelve en el mercurio para formar una amalgama. El mercurio conduce la corriente desde las celdas externas a la celda central. Además, un mecanismo de balanceo (B que se muestra con un punto de apoyo a la izquierda y un excéntrico giratorio a la derecha) agita el mercurio para transportar el sodio disuelto de las células externas a la célula central. 
La reacción del ánodo en la celda central tiene lugar en la interfaz entre el mercurio y la solución de hidróxido de sodio. 
2Na (amalgama) → 2Na + + 2e -
Finalmente, en el cátodo de hierro (D) de la célula central, la reacción es 
2H2O + 2e− → 2OH− + H2
El efecto neto es que la concentración de cloruro de sodio en las células externas disminuye y la concentración de hidróxido de sodio en las células centrales aumenta. A medida que el proceso continúa, parte de la solución de hidróxido de sodio se retira de la celda central como producto de salida y se reemplaza con agua. Se agrega cloruro de sodio a las células externas para reemplazar lo que se ha electrolizado.